# 多目的室
多目的室（たもくてきしつ）とは、様々な用途で利用できる部屋のことである。

## 新幹線の多目的室
新幹線の多目的室は、身体の不自由な人や歩行が困難な人が、優先的に利用できる個室である。原則として全列車に設置されており、大人1人が横になれる程度の簡易ベッドを兼ねた座席が備え付けられている。通常は施錠されており、車両によっては介護者用の椅子も備え付けられている。

## 学校の多目的室
学校の多目的室は、普通教室や特別教室では行うことが困難な学習を実施するための教室である。例えば、天井が開いたり、暗幕を閉じることでDVDを見たりすることができる学校もある。

## 多目的室を題材とした作品
- 「多目的スペースのバラード」 - 大原バカリ子（バカリズム×大原櫻子）の楽曲。作詞はバカリズム、作曲は水野良樹。2018年に発表。
- 「多目的室」 - ブリーフ&トランクスの楽曲。作詞・作曲は伊藤多賀之。2020年に発表。アルバム『パペピプペロペロ』に収録。